# Balón de Oro 1958

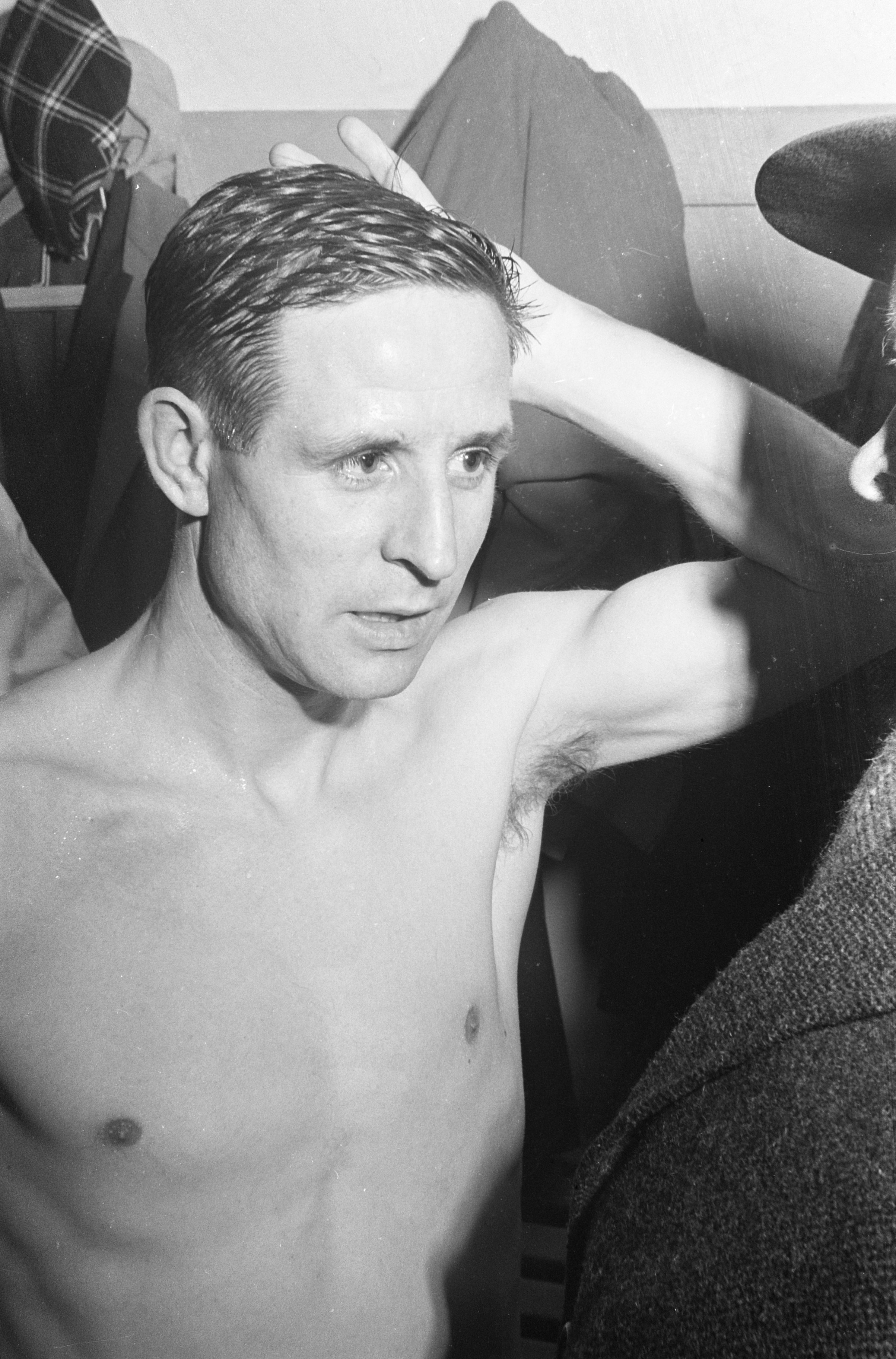
Raymond Kopa en Rotterdam para el partido entre Stade Reims y Feyenoord en 1963.

La edición de 1958 del Balón de Oro, 3ª edición del premio de fútbol creado por la revista francesa France Football, fue ganada por el francés Raymond Kopa (Real Madrid).
El jurado estuvo compuesto por 16 periodistas especializados, de cada una de las siguientes asociaciones miembros de la UEFA: Alemania Occidental, Austria, Bélgica, Bulgaria, Checoslovaquia, España, Francia, Grecia, Hungría, Inglaterra, Italia, Países Bajos, Polonia, Portugal, Suiza y Yugoslavia.
El resultado de la votación fue publicado en el número 666 de France Football, el 16 de diciembre de 1958.

## Sistema de votación
Cada uno de los miembros del jurado elige a los que a su juicio son los cinco mejores futbolistas europeos. El jugador elegido en primer lugar recibe cinco puntos, el elegido en segundo lugar cuatro puntos y así sucesivamente.
De esta forma, se repartieron 240 puntos, siendo 80 el máximo número de puntos que podía obtener cada jugador (en caso de que los 16 miembros del jurado le asignaran cinco puntos).

## Clasificación final
| Puesto | Jugador             | Equipo                  | Votos | Votos | Votos | Votos | Votos | Votos | Puntos |
| Puesto | Jugador             | Equipo                  | 1º    | 2º    | 3º    | 4º    | 5º    | Total | Puntos |
| ------ | ------------------- | ----------------------- | ----- | ----- | ----- | ----- | ----- | ----- | ------ |
| 1º     | Raymond Kopa        | Real Madrid             | 14    |       |       |       | 1     | 15    | 71     |
| 2º     | Helmut Rahn         | Rot-Weiss Essen         |       | 6     | 4     | 2     |       | 12    | 40     |
| 3º     | Just Fontaine       | Stade Reims             | 1     | 2     | 1     | 2     | 3     | 9     | 23     |
| 4º     | Kurt Hamrin         | Padova / Juventus       |       | 2     | 1     | 1     | 2     | 6     | 15     |
|        | John Charles        | Juventus                |       | 1     | 2     | 2     | 1     | 6     | 15     |
| 6º     | Billy Wright        | Wolverhampton Wanderers |       | 1     | 1     |       | 2     | 4     | 9      |
| 7º     | Johnny Haynes       | Fulham                  |       | 1     | 1     |       |       | 2     | 7      |
| 8º     | Nils Liedholm       | Milan                   | 1     |       |       |       | 1     | 2     | 6      |
|        | Horst Szymaniak     | Wuppertaler             |       | 1     |       | 1     |       | 2     | 6      |
|        | Harry Gregg         | Manchester United       |       | 1     |       |       | 2     | 3     | 6      |
| 11º    | Colin McDonald      | Burnley                 |       | 1     |       |       | 1     | 2     | 5      |
| 12º    | Francisco Gento     | Real Madrid             |       |       | 1     |       | 1     | 2     | 4      |
|        | Gunnar Gren         | Örgryte                 |       |       |       | 2     |       | 2     | 4      |
| 14º    | Vujadin Boškov      | Vojvodina               |       |       | 1     |       |       | 1     | 3      |
|        | Bengt Gustavsson    | Atalanta                |       |       | 1     |       |       | 1     | 3      |
|        | Valentin Ivanov     | Torpedo Moscú           |       |       | 1     |       |       | 1     | 3      |
|        | Luis Suárez         | Barcelona               |       |       | 1     |       |       | 1     | 3      |
|        | Lev Yashin          | Dinamo Moscú            |       |       | 1     |       |       | 1     | 3      |
| 19º    | Orvar Bergmark      | Örebro                  |       |       |       | 1     |       | 1     | 2      |
|        | Danny Blanchflower  | Tottenham Hotspur       |       |       |       | 1     |       | 1     | 2      |
|        | Ivan Kolev          | CDNA Sofía              |       |       |       | 1     |       | 1     | 2      |
|        | Bruno Nicolè        | Juventus                |       |       |       | 1     |       | 1     | 2      |
|        | Ladislav Novák      | Dukla Praga             |       |       |       | 1     |       | 1     | 2      |
|        | Lennart Skoglund    | Inter de Milán          |       |       |       | 1     |       | 1     | 2      |
| 25º    | Giampiero Boniperti | Juventus                |       |       |       |       | 1     | 1     | 1      |
|        | Gerhard Hanappi     | Rapid Viena             |       |       |       |       | 1     | 1     | 1      |

## Curiosidades
- La magnífica participación de Suecia en la Copa Mundial de Fútbol de 1958 se vio premiada con seis jugadores en la clasificación final, hecho que no se ha vuelto a repetir.
- Harry Gregg, apodado a veces "El héroe de Múnich", sobrevivió al Desastre aéreo de Múnich, salvando la vida de entre otros el hermano de Danny Blanchflower.